# Оранжевоухая цветная танагра
Оранжевоухая цветная танагра (лат. Chlorochrysa calliparaea) — вид птиц из семейства танагровых. Птицы обитают в субтропических и тропических горных влажных лесах, на высоте 900—2000 метров над уровнем моря. Длина тела около 13 см, масса около 16 грамм.

## Подвиды
Выделяют три подвида:
- Chlorochrysa calliparaea bourcieri (Bonaparte, 1851) — от южной Колумбии (на западных склонах восточных Анд в Кундинамарке до долины реки Магдалена[англ.], в департаменте Уила; на восточных склонах Анд на юге Какета) до восточного Эквадора и восточных склонов северного Перу (Уануко до долины реки Уальяга);
- Chlorochrysa calliparaea calliparaea (Tschudi, 1844) — на восточных склонах перуанских Анд — от Паско до северного Аякучо;
- Chlorochrysa calliparaea fulgentissima Chapman, 1901 — на восточных склонах Анд в южном Перу (от региона Куско) до Боливии (до северо-западного департамента Кочабамба).